# Ruggero Giangiacomi
Ruggero Giangiacomi  (Ancône, 1930 - Essaouira au Maroc, avril 2006) est un plasticien et un peintre italien  du XXe siècle et de la première décennie du XXIe siècle .

## Biographie
Ruggero Giangiacomi est surtout connu pour ses œuvres très graphiques et pour sa maîtrise de l'art de l'illustration. À Rome dans les années 1950 il étudia l'art de la Scuola Romana avant de bifurquer vers les arts appliqués avec le travail du bois du verre et surtout de la céramique. 
Dans les années 1980 à Milan il fut directeur artistique d'une manufacture de céramique. 
Dans les années 1990 il s'installa à Rabat au Maroc où il travailla  à l'Institut culturel italien. Il s'attacha à la ville d'Essaouira et en 1998 s'y installa et fonda une galerie d'art, la Marea arte, abritant des expositions d'œuvres d'écoles italiennes, françaises et marocaines.
Sa technique picturale se caractérise par une constante figuration et par une précision lithographique du trait.
Selon sa volonté il a été enterré à Essaouira et il laissa à la ville une partie de son œuvre.

## Sources
- Jean-Marie Thiébaud, Les inscriptions du cimetière de Mogador (Essaouira, Maroc), 2010.